# Parc national de Huascarán
Le parc national de Huascarán (en espagnol : Parque nacional Huascarán) est un parc national du Pérou. Il porte le nom du sommet le plus haut du pays, le Huascarán. Il recouvre une grande partie de la cordillère Blanche (la plus haute chaîne de montagnes tropicale au monde) dans la partie centrale des Andes, dans la région d'Ancash,. Le parc couvre une superficie de 340 000 ha (soit 3 400 km2), il est géré par la SERNANP (Servicio Nacional de Áreas Naturales Protegidas). Il est classé au patrimoine mondial par l'UNESCO en 1985. Réputé auprès des adeptes de l'alpinisme bien, il abrite une biodiversité unique avec des espèces végétales telles que la Reine des Andes, des arbres du genre Polylepis et Buddleja et des animaux tels que des ours à lunettes, condors, des vigognes et des tarucas.
Le parc mesure environ 150 km de long du nord au sud et environ 25 km de large. Le versant occidental de la Cordillère Blanche s'écoule en direction de l'océan Pacifique à travers le río Santa et le versant oriental s'écoule dans le río Marañón, puis dans l'Amazone pour terminer dans l'océan Atlantique. Très accidenté, à des hauteurs comprises entre 2 500 m et 6 768 m, sa vie est rythmée par deux saisons : le printemps et l'automne.

## Histoire

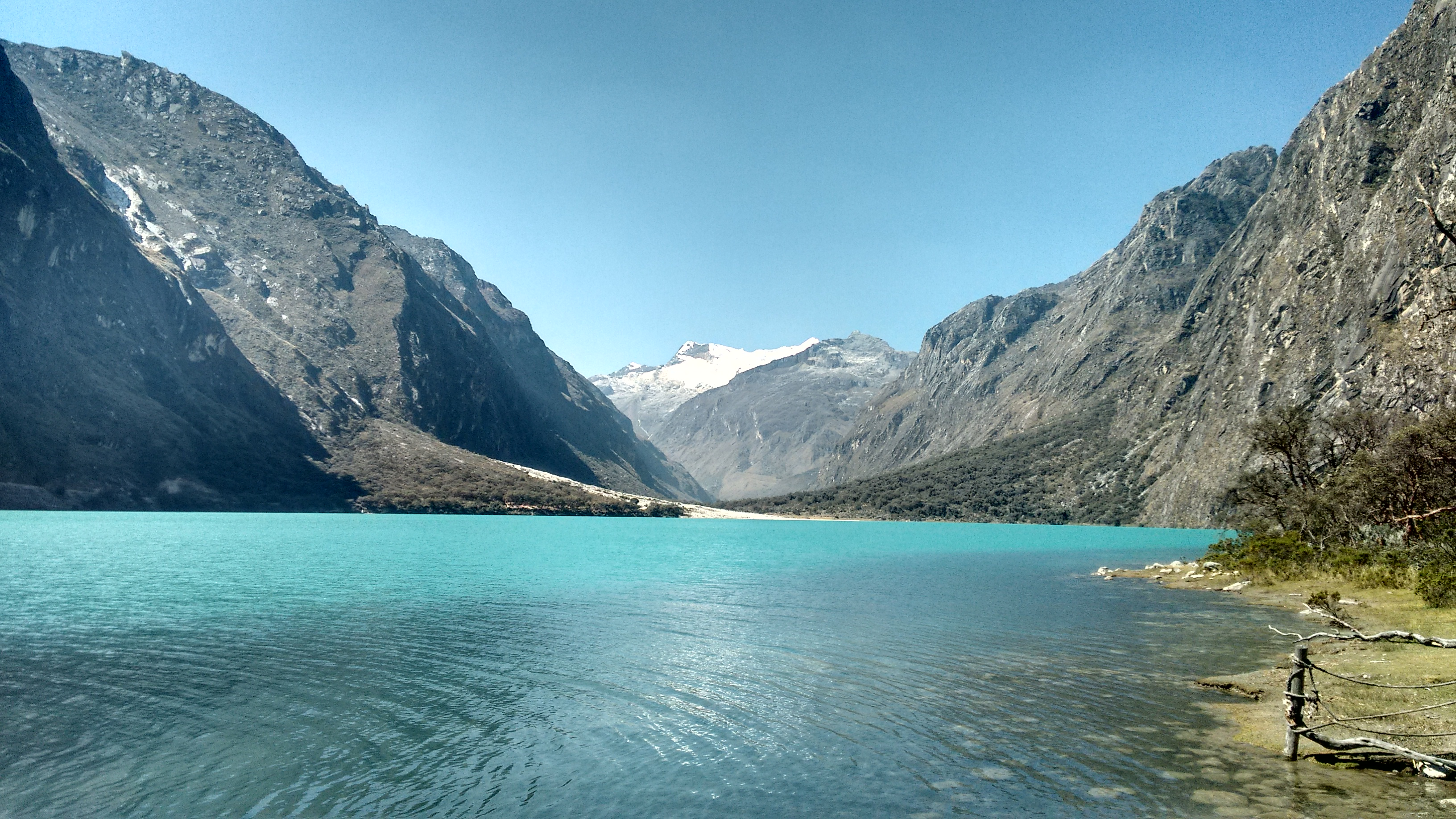
L'un des lacs Llanganuco, à l'intérieur du parc.

Les efforts officiels pour protéger cette zone ont commencé en 1960, lorsque le sénateur Augusto Guzmán Robles présente un projet de loi au Congrès péruvien pour la création du parc national de Huascarán,. En 1963, le Service forestier et de la chasse (Servicio Forestal y de Caza) présente un projet préliminaire pour la délimitation du parc national de la Cordillère Blanche, couvrant une superficie de 321 000 hectares. Le 18 février 1966, une résolution du gouvernement interdisant l'exploitation forestière et la chasse des espèces indigènes dans la région de la Cordillère Blanche est publiée,. Plus tard cette année-là, le patronage du parc national de Huascarán est formé en Yungay. En 1967, Curry Slaymaker et Joel Albrecht, des volontaires du Corps de la paix, formulent une proposition de délimitation sur une superficie de 85 000 hectares ; et, simultanément, le Service régional forestier de Huaraz établit des aires de surveillance pour la vigogne et la Reine des Andes sur une superficie d'environ 10 000 hectares,. Finalement, le 1er juillet 1975, le parc national de Huascarán est créé par le Décret Suprême no 0622-75-AG, avec une superficie de 340 000 hectares,.
La délimitation définitive du parc national de Huascarán est rendue possible grâce à la rétrocession de terres contrôlées par l'État et au moyen d'expropriations compensées par des attributions de terres. Les limites du parc ont évité l'inclusion de colonies lorsque cela était possible, mais plusieurs communautés continuent d'élever du bétail, bien que les autorités du parc tentent de réglementer cette pratique.
En 1977, l'UNESCO reconnaît le parc national de Huascarán comme une réserve de biosphère, couvrant la vallée du río Santa, bien au-delà des limites du parc, englobant de nombreuses villes et villages. En 1985, le parc est inscrit sur la liste du patrimoine naturel de l'humanité ; le l'UNESCO. Le parc est également reconnu zone importante pour la conservation des oiseaux.

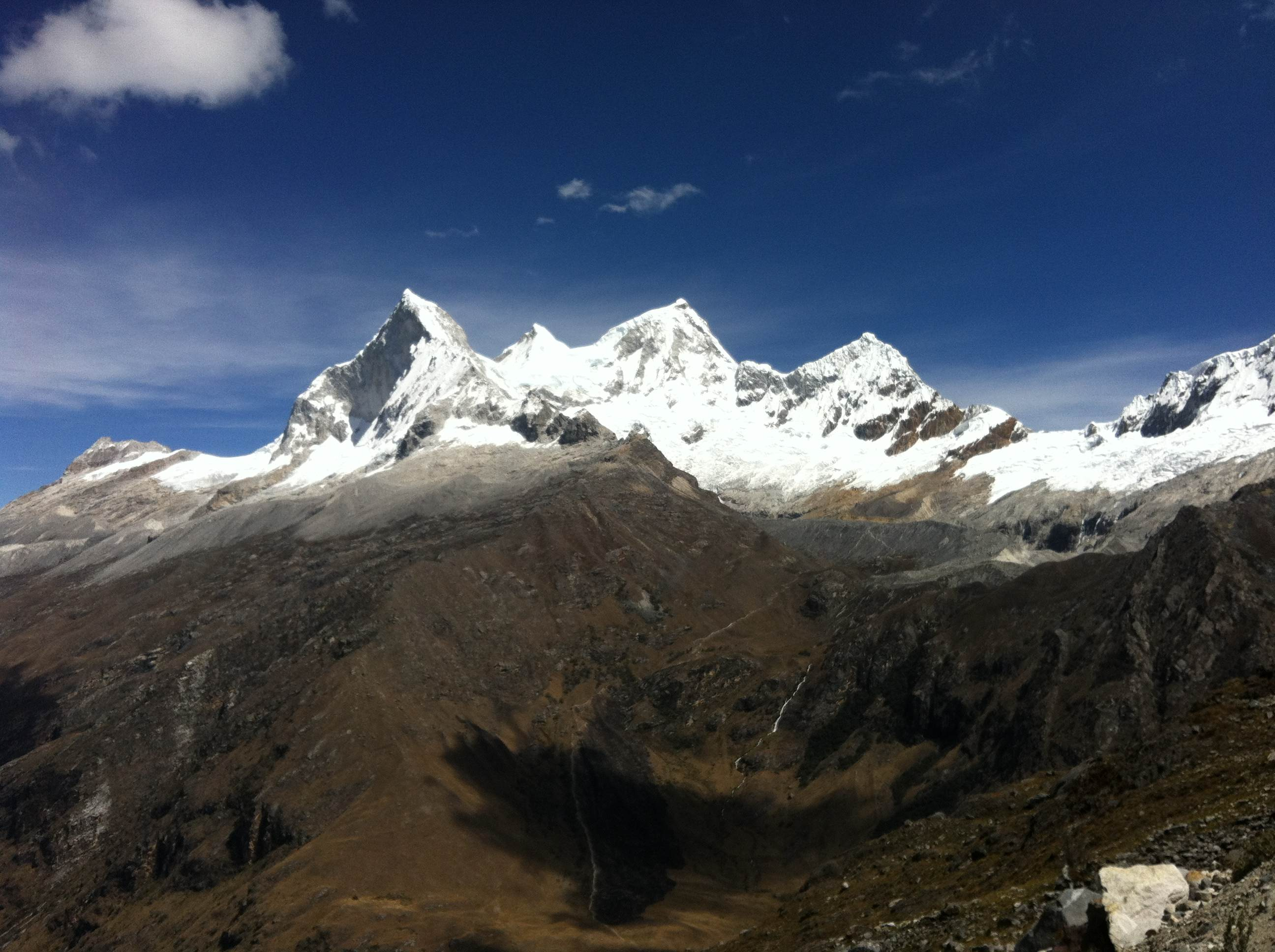
Le Huandoy, l'une des montagnes les plus populaires à l'intérieur du parc.

## Géographie
Le parc national de Huascarán protège la Cordillère Blanche, qui est la plus haute chaîne de montagnes tropicale du monde. Situé dans les Andes centrales péruviennes, les 340 000 hectares du parc couvrent des hauteurs comprises entre 2 500 m et 6 768 m. Parmi les principaux sommets, le Huascarán (point culminant du Pérou, 6 768 m) mais également le Huandoy, le Copa, le Huantsán et de nombreux autres sommets de plus de 5 000 m,,.
Parmi les autres caractéristiques géographiques à l'intérieur du parc, on trouve: des vallées glaciaires, 660 glaciers tropicaux (la plus grande zone glaciaire des tropiques), 300 lacs glaciaires et des hauts plateaux entrecoupés de ravins avec des criques torrentielles,,.

## Climat
Le climat dans le parc a deux saisons bien définies : une saison des pluies de décembre à mars et une saison sèche d'avril à novembre. Pendant la saison des pluies, les orages sont fréquents. Les champs et les versants des montagnes sont couverts de nombreuses nuances de vert. Cependant, la saison sèche apporte du soleil presque tous les jours et des nuits sans nuages mais froides. Les températures pendant la saison des pluies peuvent aller d'un maximum de 20 °C à un minimum de 5 °C ; alors que pendant la saison sèche elles peuvent aller d'un maximum de 24 °C à un minimum de 2 °C.

## Biodiversité et préservation

Puya raimondii poussant à l'intérieur du parc

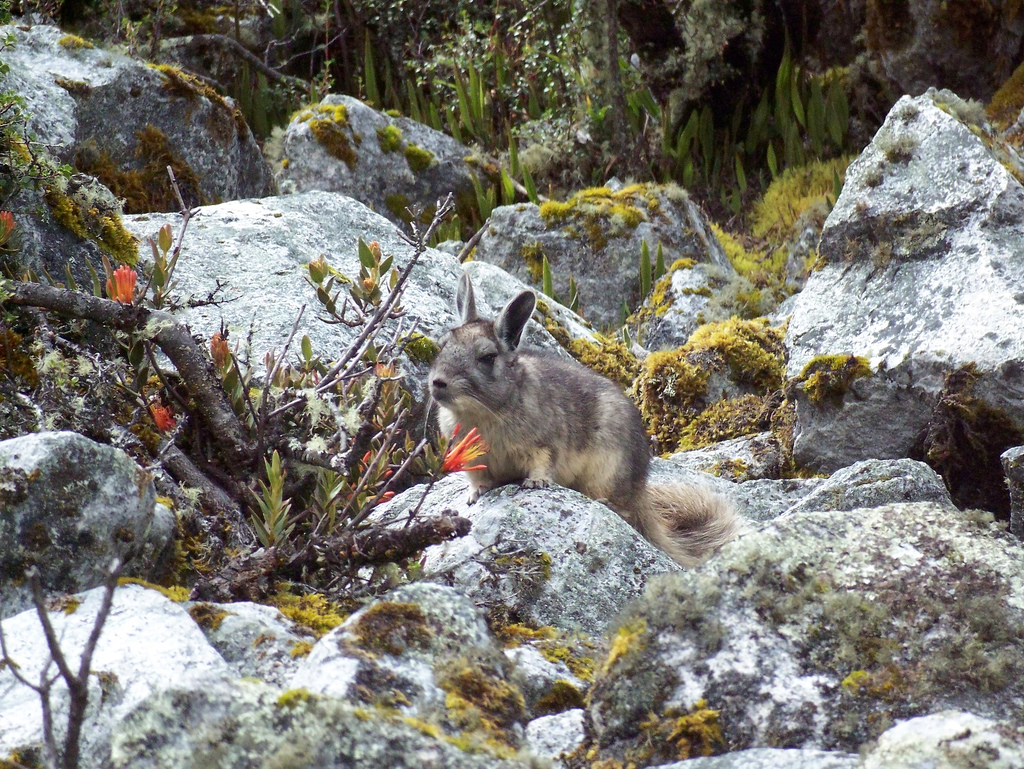
Vizcacha dans le parc national de Huascarán.

Étant la plus haute chaîne de montagnes tropicales du monde, la Cordillère Blanche a une variété significative de climats subalpin à alpin et toundra. 
Les vallées et les pentes des montagnes sont couvertes de hautes forêts andines et puna,.

### Faune
Plus de 120 espèces d'oiseaux ont été signalées dans cette zone, parmi lesquelles le condor des Andes, la merganette des torrents, le tinamou quioula, le canard pilet du Chili, le canard huppé, le colibri géant, l'yanavico, la grèbe de Rolland, la foulque géante, le merle chiguanco et la mouette des Andes,.
Plus de dix espèces de mammifères ont été observées dans le parc, plusieurs d'entre elles étant menacées, parmi elles le colocolo, le chat des Andes, l'ours à lunettes, le taruca, la vigogne, le lama, l'alpaga, le cerf de Virginie, le puma, la viscache, la belette à longue queue, la moufette des Andes et le renard de Magellan,.

### Flore
Quelques 779 espèces de plantes ont été identifiées à l'intérieur du parc, la « Reine des Andes » (Puya raimondii) étant l'une des espèces les plus représentatives et l'objet de plans de conservation. Cette plante porte le nom de l'archéologue qui étudia la stèle de Chavín, et dont la hauteur peut atteindre 10 m. Elle peut contenir 3 000 fleurs et 6 millions de graines. Son cycle biologique est de 40 ans.
Parmi les autres espèces de plantes présentes dans le parc, on trouve : Polylepis racemosa, Escallonia resinosa, Alnus acuminata, Senna birostris, Vallea stipularis, Lupinus spp., Vaccinium floribundum, Calamagrostis vicunarum, Festuca dolichophylla, Jarava ichu, Azorella spp., etc.

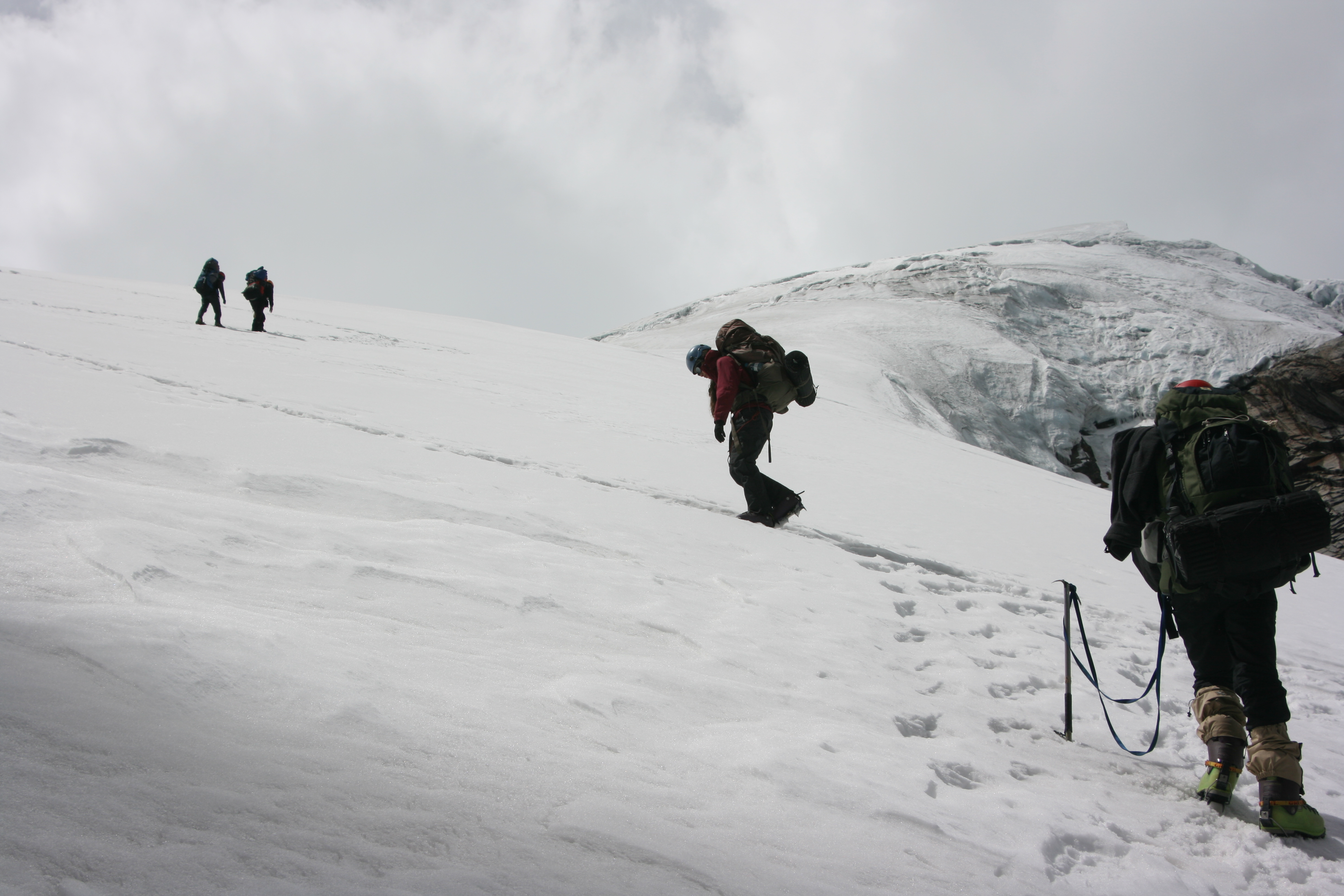
Alpinisme sur le Copa, dans le parc national de Huascarán.

## Activités
Les visiteurs du parc peuvent profiter d'activités telles que la randonnée, l'observation de la faune et de la flore, le vélo tout terrain, le ski, l'alpinisme, le trekking et le tourisme culturel,. Le parc national de Huascarán compte 25 itinéraires de trekking et 102 points d'escalade.
Le parc a également un potentiel de recherche dans de nombreux domaines scientifiques, tels que : la météorologie, la géologie, la glaciologie, la botanique, la limnologie, la zoologie, l'écologie et la gestion cynégétique.
Il existe 33 sites archéologiques à l'intérieur du parc : des peintures rupestres, d'anciennes colonies, des terrasses pour l'agriculture, des tombeaux, des forteresses et des ouvrages pour l'irrigation,. Il y a également une route précolombienne entre les villes d'Olleros et de Chavin.

## Problèmes environnementaux
Parmi les principales menaces environnementales pour le parc, le retrait des glaciers en raison du réchauffement climatique, les projets hydroélectriques, les opérations minières légales et illégales avec de faibles normes environnementales et la perte de la biodiversité en raison de l'avancée des terres agricoles et des pâturages (en raison d'un conflit entre les objectifs du parc et les droits ancestraux sur la terre défendus par les habitants).
Le glacier Pastoruri, considéré comme l’un des joyaux touristiques du parc, a perdu une partie de sa surface depuis les années 1980 sous l'effet du réchauffement climatique.